# گوسپریموس
گوسپریموس (به انگلیسی: Gusperimus) با فرمول شیمیایی C
۱۷N
۷H
۳۷O
۳ یک ترکیب شیمیایی با شناسه پاب‌کم ۵۵۳۶۲ است؛ که جرم مولی آن 387.5208 g mol−۱ می‌باشد.
این ترکیب یک داروی سرکوب کنندهٔ سیستم ایمنی است که از مادهٔ ضد تومور اسپرگالین مشتق شده و از تحریک رشد و تقسیم تی سل‌ها که ناشی از اینترلوکین ۲ است، جلوگیری می‌کند.